# Самшит колхидский
Самши́т колхи́дский (лат. Buxus colchica) — вид цветковых растений рода Самшит (Buxus) семейства Самшитовые (Buxaceae). Согласно некоторым источникам, является синонимом вида Самшит вечнозелёный (Buxus sempervirens) или же является очень близким видом. 

## Ботаническое описание
Вечнозелёный кустарник или дерево, внешне неотличимый от самшита вечнозелёного. Высота растения 2—12 м. Листья голые, кожистые, по большей части супротивные. Листовая пластинка овально-ланцетная, 1—3 см длиной. Верхняя поверхность листа тёмно-зелёная, нижняя — светло-зелёная. 
Цветки жёлто-зелёные, в пазушных головчатых соцветиях. 
Хромосомный набор 2n = 28.

## Распространение и охрана

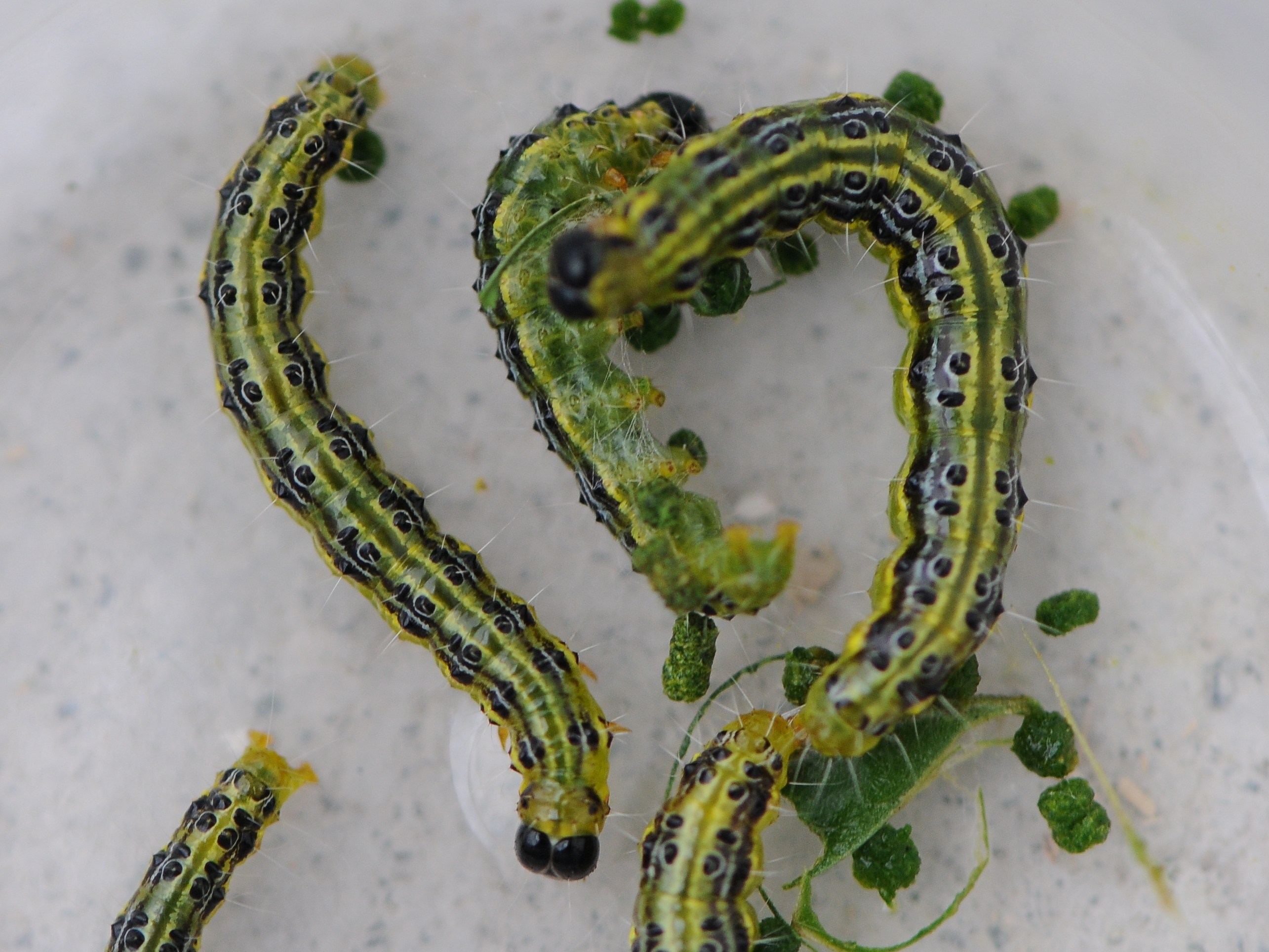
Гусеницы самшитовой огнёвки

Встречается в Азербайджане, Абхазии, Грузии, России и Турции, где произрастает на побережье Чёрного моря на высотах до 1800 м.
Вид находится в опасности из-за сокращений мест обитания. Включён в Красную книгу Грузии, Азербайджанской Республики, Российской Федерации и её регионов: Республики Адыгеи и Краснодарского края.
В 2012 году при подготовке к Олимпийским играм в Сочи вместе с посадочным материалом самшита вечнозелёного из Италии был завезён опасный инвазионный вредитель — самшитовая огнёвка, которая стала массово уничтожать самшит в районе Сочи. Гусеницы были обнаружены на саженцах сотрудницей Сочинского национального парка; саженцы было предписано уничтожить, но вместо этого их обработали пестицидом и высадили, после чего вредитель выжил и размножился.
Летом 2014 года вымер самшит в Хостинской тисо-самшитовой роще. К 2015 году вид оказался под угрозой исчезновения в Грузии. К концу 2016 года площадь насаждений самшита колхидского на территории Российской Федерации сократилась с 5 тысяч гектаров до 5 гектаров. Из 5 тысяч гектаров самшитовых лесов в Абхазии в 2017 году осталась лишь треть.

## Посадки, доступные для осмотра вдендрариях

### Сырецкий дендрарийвКиеве
Самшит колхидский представлен в виде нескольких кустов.